# Comuna de Ciechanowiec
Ciechanowiec (polaco: Gmina Ciechanowiec) é uma gminy (comuna) na Polónia, na voivodia de Podláquia e no condado de Wysokomazowiecki. A sede do condado é a cidade de Ciechanowiec.
De acordo com os censos de 2004, a comuna tem 9557 habitantes, com uma densidade 47,4 hab/km².

## Área
Estende-se por uma área de 201,46 km², incluindo:
- área agricola: %
- área florestal: 25%

## Demografia
Dados de 30 de Junho 2004:
|                      | Total   | Total | Mulheres | Mulheres | Homens  | Homens |
| -------------------- | ------- | ----- | -------- | -------- | ------- | ------ |
|                      | pessoas | %     | pessoas  | %        | pessoas | %      |
| População            | 9557    | 100   | 4783     | 50       | 4774    | 50     |
| Densidade (pop./km²) | 47,4    | 100   | 23,7     | 23,7     | 23,7    | 23,7   |

De acordo com dados de 2002, o rendimento médio per capita ascendia a 1221,33 zł.